# CERN
Organizația Europeană pentru Cercetare Nucleară (în engleză: European Organization for Nuclear Research, în franceză: Organisation européenne pour la recherche nucléaire), cunoscută mai ales prin acronimul CERN, păstrat de la vechea denumire în limba franceză Conseil européen pour la recherche nucléaire (Consiliul European pentru Cercetare Nucleară; CERN se pronunță în franceză /sɛʀn/, v. AFI) este o organizație europeană de cercetare științifică, care operează cel mai mare laborator din lume pentru cercetarea particulelor elementare. Laboratorul este situat la câțiva kilometri nord-vest de Geneva (46°14′3″N 6°3′19″E / 46.23417°N 6.05528°E), la granița dintre Elveția și Franța. Fondată în 1954, organizația are în prezent 24 de state membre. Israel este prima (și unica în prezent) țară non-europeană cu statut de membru deplin.
Funcția primară a complexului CERN este de a furniza acceleratoare de particule elementare și alte tipuri de infrastructuri necesare fizicii particulelor de energii înalte. La CERN au fost realizate numeroase experimente de diferite tipuri, implicând colaborarea internațională.

## Istoric

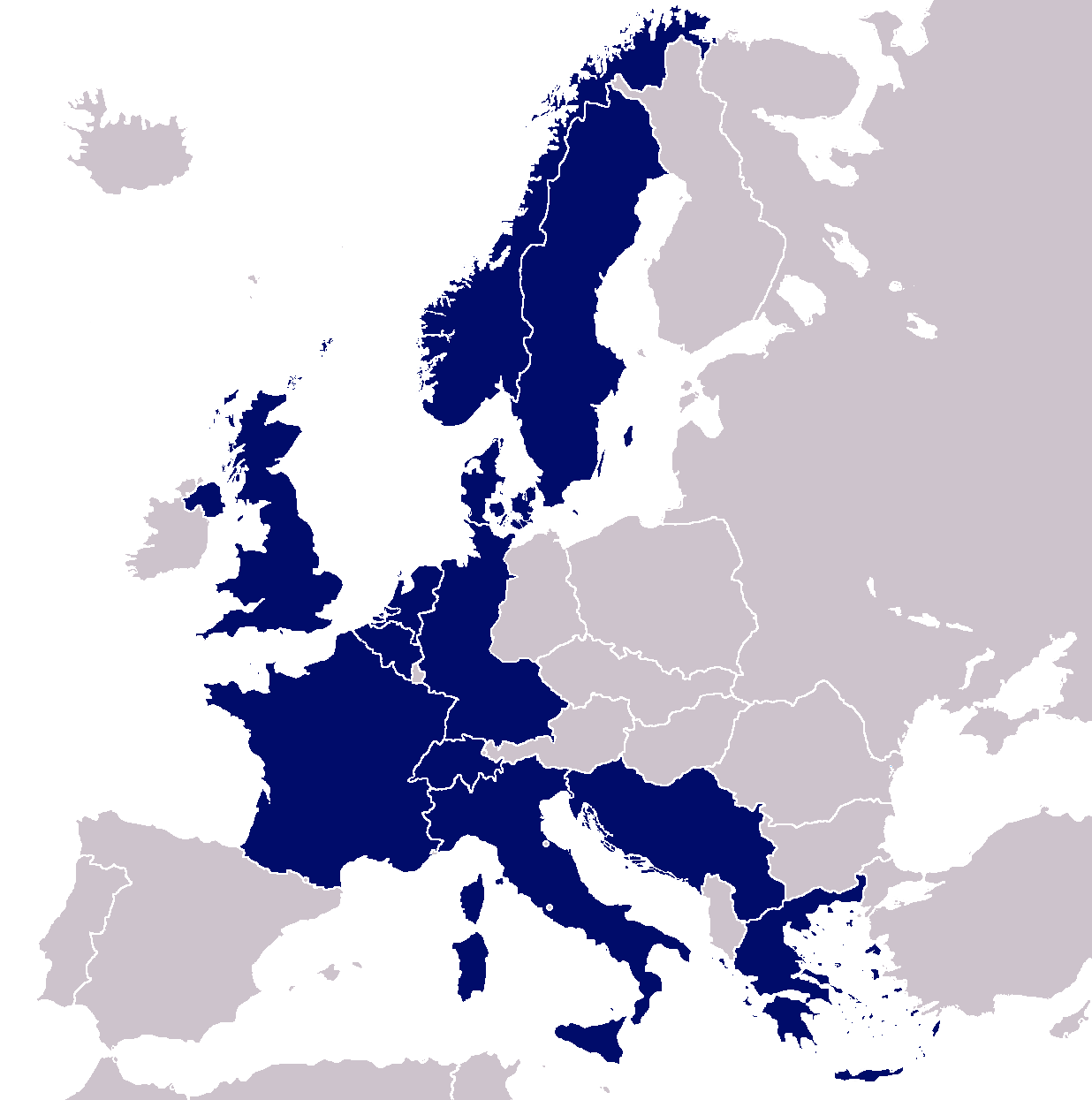
Cele 12 state membre fondatoare ale CERN în 1954 (harta hotarelor din 1989)

În 1952, 11 guverne europene au convenit să facă demersuri pentru înființarea unui consiliu provizoriu pentru construirea unui laborator de cercetare nucleară. Convenția internațională privind fondarea CERN a fost ratificată la 29 septembrie 1952 de un număr de 12 state fondatoare. Acronimul CERN însemna inițial, în limba franceză: Conseil européen pour la recherche nucléaire („Consiliul European pentru Cercetare Nucleară”).
Acronimul a fost păstrat pentru noul laborator și după dizolvarea consiliului, chiar dacă numele institutului s-a schimbat în Organisation européenne pour la recherche nucléaire „Organizația Europeană pentru Cercetare Nucleară”. Conform spuselor unui fost director CERN, atunci când s-a schimbat numele, se putea schimba și acronimul în afonul OERN, dar Werner Heisenberg a zis: "But the acronym can still be CERN even if the name is [not]" ("Dar acronimul poate rămâne CERN chiar dacă numele nu mai este acela.").
La scurt timp după înființare, activitățile laboratorului au depășit studiul nucleului atomic și au intrat în domeniul fizicii energiilor înalte, domeniu care se ocupă în principal cu interacțiunile particulelor subatomice. Prin urmare, laboratorul CERN a primit o nouă denumire: Laboratorul European pentru Fizica Particulelor (Laboratoire européen pour la physique des particules), nume care descrie mai bine activitățile curente de la CERN. Acronimul CERN a fost însă păstrat.
După înființare, la CERN au aderat și alte state, astfel încât numărul țărilor membre a ajuns în prezent la 20. CERN-ul a devenit astfel un exemplu de colaborare internațională. În momentul de față, CERN are aproximativ 2600 de angajați cu normă întreagă și, pe lângă aceștia, alți 7931 de cercetători și ingineri (care reprezintă 500 de universități și 80 de naționalități diferite). Aproximativ jumătate din comunitatea mondială a fizicii particulelor lucrează la experimente ce au loc la CERN.
Pentru că este un centru de cercetare internațional, cercetările CERN nu se află în mod oficial nici sub jurisdicția Franței, nici sub jurisdicția Elveției, iar unele vehicule ale companiei au numere diplomatice de înmatriculare. Printre aceste vehicule se află și mașinile de pompieri.
România a devenit membru cu drepturi depline al Organizației Europene pentru Cercetări Nucleare la 18 iunie 2015, prin votul unanim al Consiliului CERN.

## Domenii de activitate

### Cercetare fundamentală
Experimentele de la CERN au condus la multe descoperiri științifice, printre care:
- 1973: Descoperirea curenților neutri în camera cu bule Gargamelle.[10]
- 1983: Descoperirea Bosonilor W și Z în experimentele UA1 și UA2.[10]
- 1989: Determinarea numărului familiilor de neutrino în acceleratorul de particule Large Electron-Positron Colider (LEP).[11]
- 1995: Prima obținere pe cale artificială a antimateriei, și anume a antihidrogenului, în cadrul experimentului PS210.[12][13]
- 1999: Punerea în evidență a violării simetriei CP în cadrul experimentelor NA48.[14]

Activitățile de cercetare fundamentală din cadrul CERN au avut ca rezultat și atribuirea a două Premii Nobel: Premiul Nobel pentru Fizică din anul 1984, acordat fizicienilor Carlo Rubbia și Simon van der Meer (pentru descoperirea bosonilor W și Z), și Premiul Nobel pentru Fizică din anul 1992, acordat cercetătorului francez de la CERN Georges Charpak (pentru inventarea și dezvoltarea detectoarelor de particule, în particular a camerei proporționale multi-fir).

### Cercetare aplicată și dezvoltare tehnologică
Laboratorul joacă un rol vital în dezvoltarea tehnologiilor viitorului, inclusiv cele necesare propriei activități, care presupune tehnologii de cea mai înaltă performanță.

### Formare de specialiști
CERN dispune de o gama largă de forme de instruire și specializare, care atrag mulți cercetători și ingineri tineri.

## Dotări

Harta complexului accelerator de particule de la CERN

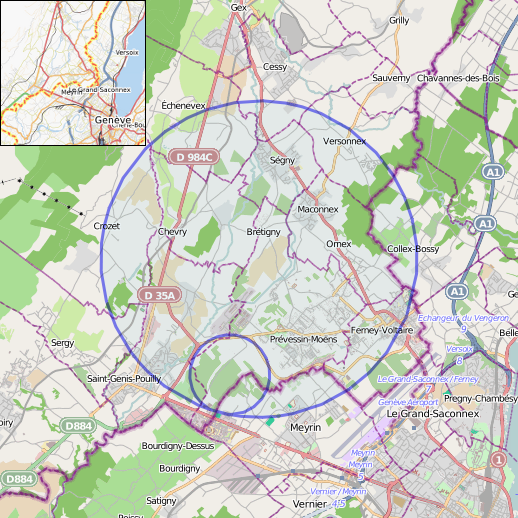
Harta localizării Large Hadron Collider și Super Proton Synchrotron la CERN

### Complexul de acceleratoare
CERN are în dotare o rețea formată din șase acceleratoare de particule și un singur decelerator de particule. Fiecare accelerator din complex accelerează particulele până la o anumită energie, după care le trimite următorului accelerator, care urmează să accelereze particulele către energii mai mari. Dispozitivele folosite în prezent sunt următoarele:
- Două acceleratoare lineare, care creează particule de energii joase pentru a fi introduse în Sincrotronul de Protoni. Linac2, de o putere de 50 MeV, este folosit pentru protoni, și Linac3 ( 4,2 MeV/u ) este folosit la accelerarea ionilor grei.[15]
- Boosterul Sincrotronic de Protoni accelerează energia particulelor generate de către Linac2 înainte de a fi transferate către alte dispozitive.
- Acceleratorul Circular de Ioni de Energii joase (în engleză "Low Energy Ion Ring" având acronimul LEIR) accelerează ionii proveniți din Linac3 înainte de a-i transfera în Sincrotronul de Protoni. Acceleratorul acesta a fost pus în funcțiune în anul 2005, fiind de fapt fostul Accelerator Circular de Anti-protoni de Energii Joase (LEAR) reconfigurat.
- Sincrotronul de Protoni de 28 GeV (în engleză "Proton Synchrotron" având acronimul PS), construit în 1959, este încă în funcțiune ca un accelerator ce precede acceleratorul SPS și aduce particulele la energii destul de înalte pentru a fi introduse în acesta.
- Super Sincrotronul de Protoni (SPS) este un accelerator circular de particule, cu un diametru de 2km, construit într-un tunel, pus în funcțiune din anul 1976. A fost proiectat pentru a genera energii de maxim 300 GeV, dar a fost adus la zi treptat până când a ajuns la puterea maximă de 450 GeV. El a fost folosit pentru ciocnirile perechilor de particule/antiparticule proton - antiproton și pentru a accelera perechile de particule/antiparticule electron - pozitron de energii înalte și a le introduce apoi în "Large Electron-Positron Colider" (LEP). O dată cu terminarea acceleratorului "Large Hadron Collider" (LHC), SPS va fi folosit ca un accelerator ce precede LHC și accelerează protoni și ioni grei pentru a-i putea introduce în acesta.
- Separatorul de Masă Izotopică On-line (ISOLDE) este folosit la studierea nucleelor instabile. Particulele sunt accelerate prima dată în PS Booster, înainte de a intra în ISOLDE. El a fost pus în funcțiune pentru prima dată în anul 1967 și a fost reconstruit cu îmbunătățiri importante în anul 1974 și a doua oară în anul 1992.
- Deceleratorul de Antiprotoni (AD) reduce impulsul antiprotonilor până la aproximativ 10% din viteza luminii, pentru a putea fi efectuate cercetări despre antimaterie.

### Centrul de informatică

CERN Internet Exchange

Principalul centru de cercetare de la Meyrin are, de asemenea, un centru mare de informatică dotat cu computere de ultimă generație pentru a interpreta digital datele obținute experimental. Datorită faptului că rezultatele cercetărilor trebuie făcute publice tuturor cercetătorilor din lume, centrul de computere de la CERN găzduiește un Internet Exchange denumit CIXP (CERN Internet Exchange Point), care se interconectează cu alte Internet Exchange-uri și furnizori de servicii internet din Europa. CERN este cunoscut de altfel ca locul unde a fost creat web-ul. Aici există primul server din lume, un computer care avea lipit pe el un bilet: "This machine is a server! Do not power down!" ("Acest aparat este un server! Nu îl opriți!").

## State membre și observatoare

### Statele fondatoare ale CERN
- Belgia
- Danemarca
- Germania (pe atunci Germania de Vest)
- Franța
- Grecia
- Italia
- Norvegia
- Suedia
- Elveția
- Țările de Jos
- Regatul Unit
- Iugoslavia

### State care s-au alăturat ulterior CERN
- Austria din 1959
- Iugoslavia stat fondator, retras din CERN în 1961
- Spania 1961-1969, apoi din 1983
- Portugalia din 1985
- Finlanda din 1991
- Polonia din 1991
- Ungaria din 1992
- Cehia din 1993
- Slovacia din 1993
- Bulgaria din 1999
- Israel din 2013
- România din 2016
- Serbia din 2018

### Țări și organizații cu statut de observator CERN
- India
- Japonia
- Rusia
- Turcia
- Statele Unite ale Americii
- Comisia Europeană
- UNESCO

## Rezultate recente majore

### Experimentul OPERA
Cercetătorii de la CERN au făcut public faptul că ar fi observat că neutrinii se deplasează cu o viteză superioară celei a luminii și, mai mult decât atât, au proprietatea de a-și schimba aroma. Potrivit teoriei restrânse a relativității, niciun corp cu masa de repaus nenulă nu poate depăși viteza luminii.
Experimentul efectuat la CERN a constat în trimiterea cu viteză mare a unor fluxuri de neutrini dintr-un accelerator aflat la sediul CERN din apropierea Genevei către un detector aflat la Laboratorul Național Gran Sasso din Italia, la o depărtare de circa 732 de kilometri. Neutrinii sunt particule subatomice elementare, despre care se știe că ar călători, în general, cu o viteză apropiată de cea a luminii, dar asupra cărora nu se înțelege foarte bine cum se aplică conceptul de masă și cel de masă de repaus. Ei sunt neutri din punct de vedere electric și sunt capabili să treacă prin materie fără a interacționa cu ea. În urma experimentului s-a observat că neutrinii au ajuns la destinație cu 60 de nanosecunde mai repede decât în cazul în care ar fi călătorit cu viteza luminii și că și-au schimbat aroma.
Echipa de cercetători a repetat testul de 15 000 de ori pe parcursul a trei ani pentru a ajunge la această concluzie, după care în 2011 a cerut ca experimentul să fie repetat și supus analizei specialiștilor din exterior.
Acest rezultat nu a fost acceptat de cercetatori.
Ulterior, în urma unei revizii interne în cadrul experimentului, s-a dovedit a fi un rezultat eronat datorat conectării defectuoase a unor cabluri de fibra optica. 

### Despre bosonul Higgs
În perioada 2011 - 2012 oamenii de știință de la CERN au făcut progrese majore pentru a dovedi existența bosonului Higgs, până acum doar presupusă.
În 22 aprilie 2022 acceleratorul LHC a fost repornit după mai mult de trei ani de lucrări destinate să-i sporească puterea. Fizicienii vor putea „studia bosonul Higgs în cele mai mici detalii” și testa mai profund modelul standard al fizicii particulelor.

## Poziția CERN față de invazia Ucrainei de către Federația Rusă (2022)
În 8 martie 2022 Consiliul CERN a condamnat, în termeni categorici, invazia Ucrainei de către Federația Rusă: Cele 23 de state membre deplâng „pierderea de vieți omenești și impactul umanitar care rezultă, precum și implicarea Belarusului în această utilizare ilegală a forței împotriva Ucrainei”.
În 25 martie 2022 cele 23 de state membre CERN au decis să suspende participarea membrilor lor la toate comitetele științifice ale instituțiilor situate în Federația Rusă și Republica Belarus, inclusiv Institutul Unificat de Cercetări Nucleare, și vice-versa.